# Aicha (Happurg)

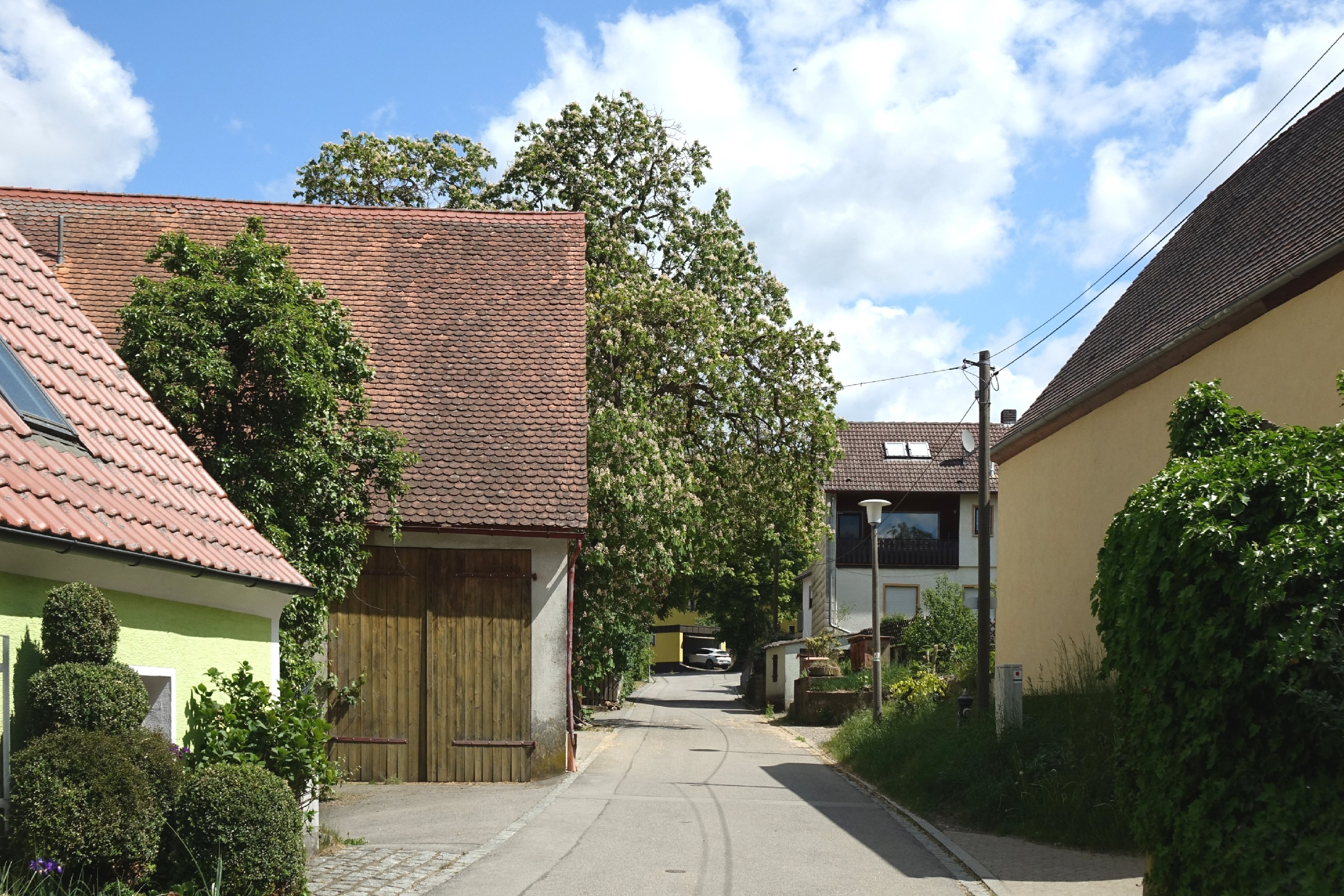
Ortsdurchfahrt von Aicha

Aicha ist ein Gemeindeteil der Gemeinde Happurg im Landkreis Nürnberger Land (Mittelfranken, Bayern). Aicha liegt in der Gemarkung Thalheim.

## Baudenkmäler

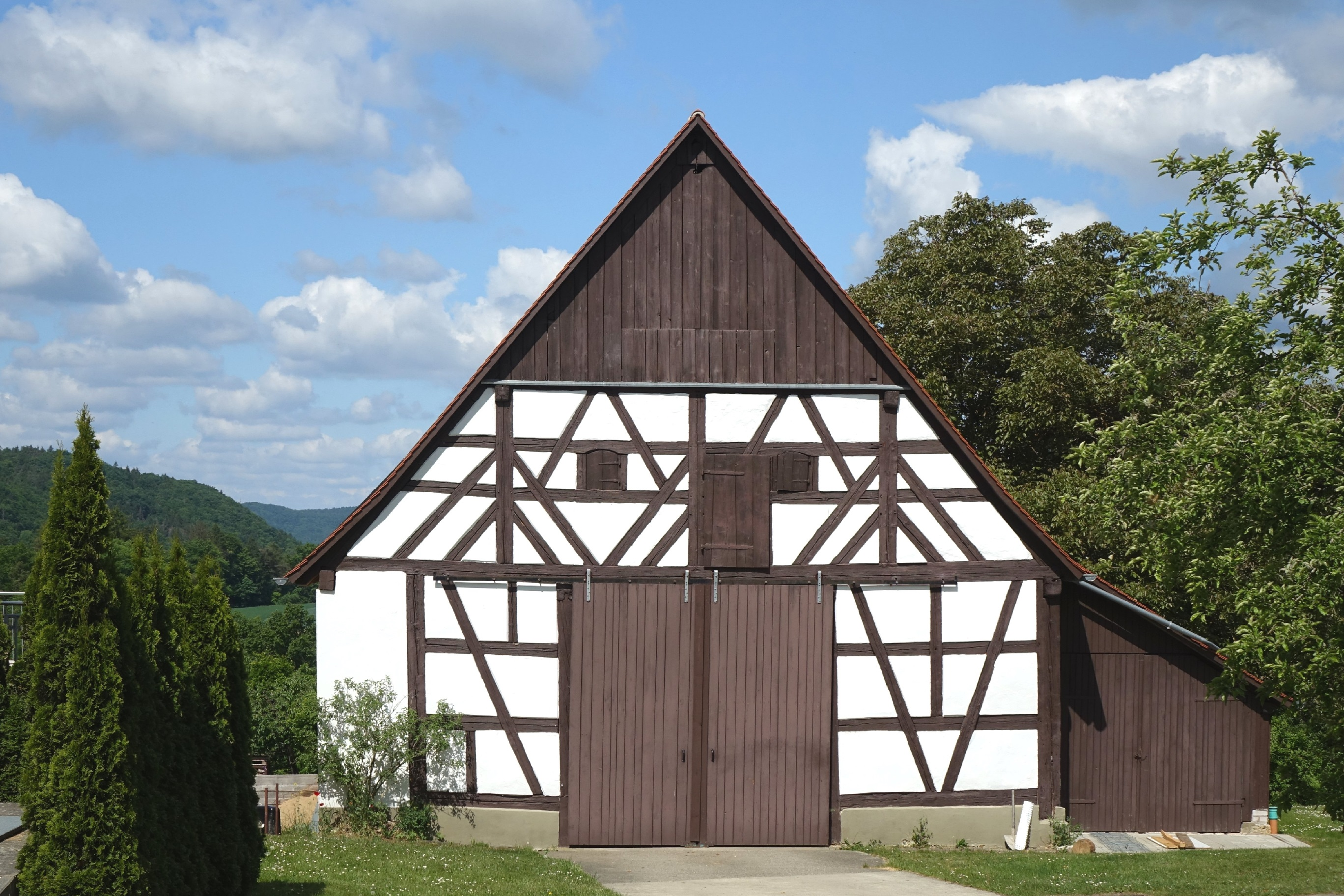
Denkmalgeschützte Scheune im nördlichen Ortsbereich

## Lage
Das Dorf liegt auf freier Flur in Hanglage zum Laubberg (553 m ü. NHN). Gemeindeverbindungsstraßen führen zur Staatsstraße 2236 (0,6 km westlich), nach Heldmannsberg zur Kreisstraße LAU 27 (1,3 km östlich) und nach Mittelburg (1,2 km nördlich).

## Geschichte
Mit dem Gemeindeedikt (frühes 19. Jahrhundert) wurde Aicha dem Steuerdistrikt Thalheim und der Ruralgemeinde Förrenbach zugewiesen. In der Folgezeit kam es zur Umgemeindung nach Thalheim. Am 1. Januar 1972 wurde Aicha im Zuge der Gebietsreform in Bayern nach Happurg eingegliedert.